# HMS Thorn (N11)
Le HMS Thorn (N11) est un sous-marin de classe T en service dans la Royal Navy. Construit au chantier naval Cammell Laird à Birkenhead, il est lancé le 18 mars 1941 et mis en service le 26 août 1941 sous le commandement du Lieutenant commander Robert Galliano Norfolk.

## Historique
Le Thorn eut une courte carrière, uniquement en mer Méditerranée.
Après un mois d'essais et d'exercices sur la côte ouest de l'Écosse, le Thorn quitte Holy Loch pour Gibraltar le 22 septembre 1941 où doit se rendre à Alexandrie pour rejoindre la 1re flottille de sous-marins. Passant par la mer d'Irlande, il est escorté par le HMS White Bear (en). Il arrive à Gibraltar le 29 septembre.
Le 8 octobre 1941, il attaque sans succès un convoi à environ 50 milles nautiques à l'ouest-nord-ouest de l'île de Marettimo. Deux jours plus tard, il atteint Malte. Le 13 octobre, le submersible reprend la mer en compagnie du HMS Abingdon (en) pour patrouiller en mer Ionienne, au large de la côte ouest de la Grèce.
En novembre 1941, il patrouille en mer Égée et effectue deux opérations spéciales. Durant l'année 1941, le submersible coule le pétrolier allemand Campina, le pétrolier italien Ninucza, le sous-marin italien Medusa, le patrouilleur auxiliaire italien AS 91 / Ottavia et le navire de transport italien Monviso.
Le 6 août 1942, le Thorn localise le torpilleur italien de classe Orsa, le Pegaso, escortant le vapeur Istria de Benghazi, au large du sud de la Crète. Au cours du combat qui suivit, le Thorn disparaît corps et biens.

## Commandement
- Lieutenant commander Robert Galliano Norfolk du 27 juin 1941 au 6 août 1942.